# Платон (Рождественский)
Митрополи́т Плато́н (в миру Порфи́рий Фёдорович Рожде́ственский; 11 (23) февраля 1866, Курская губерния — 20 апреля 1934, Нью-Йорк) — епископ Русско-Православной Греко-Кафолической Северо-Американской митрополии, с 1921 года управляющий Северо-Американской епархией; с 1924 вне общения с Московским Патриархатом. Был трижды отрешён от своей должности: Патриархом Тихоном в 1924, Архиерейским Синодом в 1927, митрополитом Сергием (Страгородским) в 1933; второе из них было снято посмертно 13 сентября 1934.

## Биография
Родился 11 (23) февраля 1866 года в селе Козинка Грайворонского уезда Курской губернии в семье священника. Старший брат Василий — протоиерей, член III Государственной думы от Курской губернии.
В 1886 году окончил Курскую духовную семинарию. 6 января 1887 рукоположён в священники, после чего до 1891 года служил в Покровском храме и учителем церковно-приходской школы села Лукашёвки Гайворонского уезда Курская губернии, законоучитель местной школы грамотности.
В 1891 году овдовел и поступил в Киевскую духовную академию. В 1894 году был пострижен в монашество. В 1895 году окончил Киевскую духовную академию со степенью кандидата богословия с правом на получение степени магистра без новых устных испытаний, через предоставление удовлетворительной печатной диссертации и публичное защиту её, и оставлен при Академии профессорским стипендиатом.
С 1896 года — исполнял должность доцента по кафедре нравственного богословия Киевской духовной академии.
В 1898 году удостоен степени магистра богословия за диссертацию «Древний Восток при свете Божественного Откровения».
С 1898 года — помощник инспектора, инспектор, экстраординарный профессор Киевской духовной академии, архимандрит.
С 1902 года — ректор Киевской духовной академии.
3 июня 1902 года хиротонисан во епископа Чигиринского, второго викария Киевской епархии. Хиротония состоялась в великой церкви Киево-Братского монастыря. Чин хиротонии совершали митрополит Киевский и Галицкий Феогност; епископ Каневский Сильвестр и другие.
С 1902 года настоятель киевского Братского Богоявленского монастыря, заведующий преподаванием Закона Божия в киевских учебных заведениях.
С 1906 года издавал журнал «Церковь и народ».
12 февраля 1907 года избран членом II Государственной думы от города Киева, входил в группу «умеренных».
С 8 июня 1907 года — архиепископ Алеутский и Североамериканский. Устроил в Нью-Йорке дом призрения для русских эмигрантов, открыл духовную семинарию, основал журнал «Русский эмигрант».
В 1909 году был вызван в Святейший Синод для присутствия.
С 20 марта 1914 года — архиепископ Кишинёвский и Хотинский.
По отзыву протопресвитера Георгия Шавельского, рекомендовавшего его наместнику Кавказа великому князю Николаю Николаевичу в качестве кандидата на должность Экзарха Грузии: «Архиепископ Платон, по моим наблюдениям, обладал совсем необычными для наших архиереев качествами: инициативой, большой энергией и размахом в работе».
С 5 декабря 1915 года — архиепископ Карталинский и Кахетинский, Экзарх Грузии и член Святейшего Синода.
Был награждён орденами Св. Анны 2-й и 1-й (1907) степеней, Св. Владимира 3-й (1904) и 2-й (1911) степеней, Св. Александра Невского (1915). Почётный член Санкт-Петербургской (1915) и Казанской (1916) духовных академий.
12 марта 1917 года группа епископов, священников и мирян во главе с епископом Гурийско-Мингрельским Леонидом (Окропиридзе), собравшаяся в Мцхете, провозгласила восстановление автокефалии Грузинской Церкви. 13 марта 1917 года епископ Леонид (Окропиридзе) письменно уведомил экзарха Грузии Платона (Рождественского) о том, что, согласно Мцхетскому церковному Постановлению, он смещён с должности экзарха, лишён сана Карталинско-Кахетинского архиепископа и прав на управление духовными училищами. Архиепископ Платон ответил, что не может «подчиниться постановлению Мцхетского Собора. Только высшая духовно-правительственная власть, которая поставила меня экзархом Грузии, архиепископом Карталинским и Кахетинским, может лишить меня законно данной мне должности и звания, а не Собор из канонически подчинённых мне клира и мирян, отложившихся при том от подчинения не только мне, но и Святейшему Синоду, или, что то же, Правительствующему Российской Церкви Собору. Я доложу об этом Святейшему Синоду и буду ожидать от него распоряжений, а пока остаюсь, конечно, вашим экзархом и буду пользоваться правами экзарха и властью». 27 марта Временно правительство признало автокефалию Грузинской Церкви, но как Церкви национальной, без географических границ, оставив, таким образом, негрузинские приходы в Грузии в ведении РПЦ. Окончательное установление правового положения Грузинской Церкви предоставлялось Учредительному собранию.
С 14 (27) апреля 1917 года — первоприсутствующий Святейшего Правительствующего Синода, назначенного Временным правительством.
10 июля 1917 года на объединённом заседании Временного правительства и Синода параллельно с утверждением Временных правил о правовом положении Грузинской Церкви было принято постановление № 4423 о «Временных правилах пребывания и действия РПЦ в Закавказье», распространявшихся на Тифлисскую, Елизаветпольскую, Бакинскую, Эриванскую, Кутаисскую, Черноморскую губернии и Карсскую, Батумскую области, Артвинский, Закатальский и Сухумский округа. Святейший Синод вынес постановление о добровольном вхождении русской и другой негрузинской паствы в Кавказский Экзархат, об установлении кафедральной резиденции Кавказского Экзархата в Тифлисе, об именовании Кавказского экзарха Тифлисским митрополитом и Кавказским экзархом, о разделении Кавказского Экзархата на епархии под руководством епископов, подчинив их экзарху, о сохранении всех негрузинских правовых, административных и церковно-просветительских учреждений в юрисдикции Кавказского Экзархата. Это постановление было утверждено Временным правительством и 11 июля 1917 года отправлено специальным циркуляром экзарху Грузии Платону.
С 13 августа 1917 года — председатель Совета по укреплению и распространению веры.
23 августа 1917 года отряд из 60 человек во главе с членом национально-демократической партии Давидом Вачнадзе принудил экзарха Платона оставить резиденцию и покинуть Тифлис. Митрополит Платон отправился в Петроград, где на заседании Святейшего Синода объявил автокефалию ГПЦ неканоничной.
В 1917 году делегат Всероссийского съезда духовенства и мирян, II Московского совещания общественных деятелей и Государственного совещания, председатель общего собрания и I отдела Предсоборного совета.
В 1917—1918 года член Всероссийского Поместного Собора, участвовал в 1-2-й сессиях, член Соборного Совета, председатель Комиссии о мероприятиях к прекращению нестроений в церковной жизни и IX Отдела, член V, XVIII Отделов. Во время торжественного настолования Патриарха Тихона обратился к нему с приветствиями и вручил крест от Святейшего Синода"". 7 декабря 1917 года избран членом Священного Синода на трёхлетний срок.
14 января 1918 года избран на Херсоно-Одесскую кафедру 3-м Чрезвычайным Херсонским Собором; утверждён митрополитом Херсонским и Одесским 22 февраля 1918 года. Представитель Патриарха на Всеукраинском Православном Церковном Соборе.
Летом-осенью 1920 года исполнял обязанности Председателя ВВЦУ. Вместе с русским беженцами покинул Крым и принял участие в заседании ВВЦУ на борту корабля «Великий князь Александр Михайлович». Таким образом, митрополит Платон стоял у истоков РПЦЗ.
29 ноября 1920 года на третьем заседании ВВЦУ в Константинополе временно назначен настоятелем Русской Церкви при Афинской миссии.
В ноябре 1920 года попросил перевода в Америку для решения церковных дел. Согласно протоколу заседания ВВЦУ о 11 января 1921 года попросился в четырёхмесячный отпуск в Северную Америку, что ему было разрешено. В начале апреля 1921 года отбыл к месту назначения.
Для решение возникших в Северо-Американской епархии проблем Патриарх Тихон намечал отправить в Америку архиепископа Евлогия (Георгиевского), но узнав, что Зарубежное ВВЦУ направило в Америку митрополита Платона (Рождественского), согласился с этим назначением, выразив в своём письме о 12 июня 1921 года надежду, что это назначение водворит там мир.
В начале апреля 1921 года отбыл в США по поручению Высшего Церковного Управления Заграницей для расследования нестроений в Алеутской и Северо-Американской епархии; однако вместо ревизии, стал прилагать усилия для того, чтобы вернуться на кафедру правящего архиерея.
27 апреля 1922 года решением Священного Синода Русской православной церкви назначен временно управляющим Северо-Американской епархией.
В ноябре 1922 года III Всеамериканский собор в Питтсбурге (штат Пенсильвания) избрал митрополита Платона правящим архиереем Североамериканской епархии. 29 сентября 1923 года патриарх Тихон утвердил это избрание, освободив митрополита Платона от управления Херсонской и Одесской епархией.
В октябре того же года обновленческое Высшее церковное управление назначило протоиерея Иоанна Кедровского «митрополитом Североамериканским». Православные приходы в США и Канаде отказались признавать полномочия протоиерея Иоанна Кедровского, однако тому при поддержке советских властей удалось оспорить в американских судах принадлежность православных храмов Североамериканской епархии. Наиболее тяжёлым последствием этих судебных тяжб стала передача в 1926 года обновленцам кафедрального Свято-Николаевского собора в Нью-Йорке.
Советские власти оказывали давление на патриарха Тихона с целью заставить его отстранить митрополита Платона от управления Североамериканской епархией. 12 декабря 1923 года Комиссия по проведению отделения церкви от государства (т. н. Антирелигиозная комиссия) при ЦК ВКП(б) приняла резолюцию: «Поручить т. Тучкову провести через Тихона увольнение Платона от должности». 22 января 1924 года в московской газете «Известия» был напечатан указ патриарха Тихона от 16 января об отстранении митрополита Платона от управления Североамериканской епархией «ввиду имеющихся данных о контрреволюционных выступлениях, направленных против Советской власти и пагубно отражающихся на Православной Церкви». Согласно указу, предполагалось иметь особое суждение о кандидате на Североамериканскую кафедру, которому надлежало объявить патриаршее распоряжение митрополиту Платону, принять от него все церковное имущество и управлять епархией по особой инструкции. Однако нового управляющего епархией Патриарх Тихон так и не назначил, поэтому фактически указ в силу не вступил. Как докладывал Кедровский в обновленческий синод, отстранение митрополита Платона было формальным: патриарх дал архиерею негласное указание продолжать управление епархией.
С 20 марта (2 апреля) по 22 марта (4 апреля) 1924 года в Детройте было созвано собрание клира и мирян Северо-Американской епархии (первоначально без участия митрополита Платона), постановившее «временно объявить Русскую Православную епархию в США самоуправляющейся Церковью»; митрополит Платон был избран её главою, ему было вверено доверительное управление имуществом всех церквей. Несмотря на то, что на последнем заседании Детройтского собора митрополит Платон уже присутствует в качестве председателя и получает от Собора право ношения второй панагии и преднесения креста (то есть внешних знаков отличия предстоятеля Церкви), на словах он оставался лоялен РПЦЗ.
В октябре 1924 года деятельно участвовал в работе Архиерейского собора в Сремских Карловцах. На следующем Архиерейском соборе 1926 года выступил с докладом о положении в епархии, определённо отмежёвываясь от автокефалистских постановлений Детройтского Собора. Испрашивая у собора особые грамоты ко всем предстоятелям Православных Церквей в Америке о подтверждении своих прав и полномочий на управление Русской Православной Церковью в Америке, он, в то же время, отказался подписать протокол этого своего доклада.
В январе 1927 году митрополит Платон созвал Собор епископов Северо-Американской епархии. На Соборе присутствовало шесть иерархов — сам митрополит Платон и пятеро его викариев. 31 января на Соборе было заслушано приготовленное заранее «Обращение» митрополита Платона к американской пастве, где говорилось, что Архиерейский Синод в Сремских Карловцах неканоничен, а Североамериканская епархия является «самоопределяющейся Церковью». В послании было указано, что своим главой американские архиереи считают только Патриаршего Местоблюстителя митрополита Петра (Полянского). Единственным иерархом, не согласившимся с данным «обращением», был епископ Аполлинарий (Кошевой).
2 февраля 1927 года митрополит Платон поручил своему викарию архиепископу Евфимию учредить новую Церковь — «Святую Восточную Православную Кафолическую и Апостольскую Церковь в Северной Америке». Поводом для учреждения новой Церкви было распространение православия среди населения, не владеющего русским языком. Митрополит Платон указывал, что данная Церковь «совершенно автономная и независимая в своей организации, конституции, администрации, юрисдикции и авторитете, должна на все времена сохранить своё братское и сыновнее отношение к Православной Церкви России, представленной в России авторитетом Московского и всея России Патриархата, а в Америке — митрополитом Платоном и его канонически учреждённым и признанным преемникам — Архиепископам Американской юрисдикции Патриархата Московского и всея России». Документ подписали митрополит Платон (Рождественский), архиепископ Евфимий (Офейш), епископы Феофил (Пашковский), Амфилохий (Вакульский), Арсений (Чаговец) и Алексий (Пантелеев).
31 марта 1927 года Архиерейский Синод РПЦЗ принял решение освободить его от управления Североамериканской епархией и запретить священнослужение в её пределах. Основания для этого состояли в том, что митрополит Платон, назначенный привести в порядок дела в Северной Америке, ещё больше запутал их. 1 апреля 1927 года Архиерейский Синод направил пастве в Северной Америке послание, где митрополит Платон обвинялся в непослушании Синоду, в бунте, в развале дел епархии. 8 сентября 1927 года митрополит Платон был окончательно запрещен в священнослужении, богослужения, им совершаемые, признаны безблагодатными, а хиротонии — неканоничными. Архиепископа Евфимия (Офейша) в соответствии с грамотами Патриарха Антиохийского Григория от 25 апреля 1923 года, Патриарха Тихона от 17 января 1922 года, а также постановления Архиерейского Собора РПЦЗ 1923 года было решено считать в ведении Антиохийского Патриарха, которому доложить о сем. При этом указывалось, что Евфимия надо считать епископом, а не архиепископом, так как этот сан он получил незаконно от митрополита Платона, не имевшего права награждать иерархов. Новый «Священный Синод», возглавленный епископом Евфимием, был признан неканоничным.
В 1933 году, не желая давать Временному Патриаршему Священному Синоду подписки о политической лояльности, объявил Американскую церковь автономной. В ответ, по докладу в Патриархию архиепископа Вениамина Федченкова от мая 1933 года, Заместитель Патриаршего местоблюстителя митрополит Сергий (Страгородский) и Временный Синод при нём 16 августа постановили предать его суду архиереев с запрещением в священнослужении впредь до раскаяния или до церковно-судебного о нём решения. Этому решению также не подчинился. 22 ноября правящим архиереем Северо-Американской епархии был назначен Вениамин (Федченков), в то время как практически вся паства и духовенство епархии остались под управлением митрополита Платона.
Скончался 20 апреля 1934 года, находясь вне общения с Московской Патриархией. Похоронен на кладбище Свято-Тихоновского монастыря (Саут-Кейнан, шт. Пенсильвания).
19 апреля 1946 года в ходе неудавшейся попытки примирения с северо-американской паствой, по её просьбе, патриарх Алексий I разрешил совершать панихиды по митрополите Платоне с тем, чтобы с этого момента тяготевшее над ним церковное запрещение считалось посмертно снятым.